# 包绍尔
包绍尔（匈牙利語：Basal）是匈牙利巴兰尼亚州所辖的一个村。总面积4.04平方公里，总人口192，人口密度47.5人/平方公里（2011年1月1日）。